# Confluenza Po - Pellice
Confluenza Po - Pellice este o arie protejată (arie specială de conservare — SAC, sit de importanță comunitară — SCI) din Italia întinsă pe o suprafață de 146 ha, integral pe uscat.

## Localizare
Centrul sitului Confluenza Po - Pellice este situat la coordonatele 44°48′40″N 7°33′40″E / 44.811°N 7.561°E.

## Înființare
Situl Confluenza Po - Pellice a fost declarat sit de importanță comunitară în septembrie 1995 pentru a proteja 16 specii de animale. Situl a fost protejat și ca arie specială de conservare în februarie 2017.

## Biodiversitate
Situată în ecoregiunea continentală, aria protejată conține 4 habitate naturale: Fânețe de joasă altitudine (Alopecurus pratensis, Sanguisorba officinalis), Râuri de munte și vegetația lor lemnoasă cu Salix elaeagnos, Păduri aluvionare cu Alnus glutinosa și Fraxinus excelsior (Alno-Padion, Alnion incanae, Salicion albae), Râuri cu maluri nămoloase cu vegetație de Chenopodion rubri p.p. și Bidention p.p..
La baza desemnării sitului se află mai multe specii protejate:
- păsări (7): pescăruș albastru (Alcedo atthis), egretă mare (Ardea alba), stârc roșu (Ardea purpurea), egretă mică (Egretta garzetta), sfrâncioc roșiatic (Lanius collurio), stârc de noapte (Nycticorax nycticorax), chiră de baltă (Sterna hirundo)
- pești (9): Barbus caninus, Barbus plebejus, Chondrostoma soetta, Cobitis bilineata, zglăvoacă (Cottus gobio), Lethenteron zanandreai, Protochondrostoma genei, Salmo marmoratus, Telestes muticellus

Pe lângă speciile protejate, pe teritoriul sitului au mai fost identificate 1 specie de amfibieni, 2 specii de mamifere, 1 specie de pești, 2 specii de reptile.